# Вальдемар Кристиан
Вальдемар Кристиан (дат. Waldemar Christian; 26 июня 1622, Фредериксборг, Дания — 29 февраля 1656, Люблин, Речь Посполитая) — сын датского короля Кристиана IV и его морганатической супруги Кирстен Мунк, носивший титул графа Шлезвиг-Гольштейнского, но реально нигде не правивший.

## Биография
Родители подарили сыну остров Тосинге, южнее Фюна. В 1639—1644 годах король Кристиан приказал там перестроить владение Керструп в замок для принца (Вальдемар Слот), в котором последний, впрочем, никогда не жил. В 1637 году Вальдемар совместно с Ганнибалом Сегестедом совершает путешествие в Брюссель, а затем во Францию, в Италию и в Англию. Позднее он неоднократно выполняет дипломатические поручения своего отца в соседней Швеции.
Исходя из политических соображений и в целях заключения союза между Данией и Россией, Вальдемар Кристиан сватается к дочери царя Михаила Фёдоровича, Ирине (1627—1679). В январе 1644 года «королевич» Вальдемар-Кристиан прибыл в Москву, где был принят с большим почётом.
Несмотря на то, что датская сторона требовала сохранения за ним права на свободу вероисповедания, патриарх Иосиф с самого начала стал настаивать на переходе Вальдемара Кристиана в православие, причём обязательно через перекрещивание. Но Вальдемар становиться православным не захотел и даже выразил намерение вернуться в Данию. Однако царь Михаил Фёдорович отпускать Вальдемара Кристиана не хотел, а Патриарх Иосиф направил Вальдемару Кристиану послание, в котором пытался убедить его принять православие. В ответ «королевич» довольно грамотно возражал Иосифу и просил его походатайствовать перед царём о своем возвращении на родину. Затем патриарх направил датскому принцу второе обширное послание, подготовленное священником-справщиком Иваном Наседкой, но и оно успеха не принесло. Тогда по приказу царя Михаила Федоровича решено было устроить открытые прения о вере.
Прения открылись 2 июня 1644 года и продолжались после некоторого перерыва до 4 июля 1645 года. Позицию лютеран отстаивал сопровождавший Вальдемара-Кристиана пастор Матфей Фильгобер, которому противостояли благовещенский протопоп Никита, успенский ключарь протопоп Иван Наседка, черниговский протопоп Михаил Рогов и несколько оказавшихся на тот момент в Москве греков и малороссов. Спор ограничился, главным образом, темой таинства крещения. Сторонники православия делали акцент преимущественно на обрядовой стороне. В ходе спора Вальдемар напомнил русским, что в своё время великий князь Иван III не побоялся отдать свою дочь за католика — великого князя Литовского Александра Казимировича. Оппоненты принца исходили из того, что запрет на браки православных с инославными был канонически установлен, исходя из понимания евхаристической природы таинства брака. Но грамотно и внятно обосновать эту позицию и убедить Вальдемара принять православие русские так и не смогли. Возможно, что именно неудача с обращением принца в православие ускорила кончину царя Михаила Федоровича, который скончался 13 (23) июля 1645 года. После этого идея династического брака отпала сама собой. О разрешении покинуть Россию ему было объявлено 17 (27) августа того же года. Королевич отъехал на родину вместе с Марией, теремной служанкой царевны Ирины, ставшей его возлюбленной.
В последующие годы между Вальдемаром и его матерью неоднократно вспыхивали ссоры по финансовым вопросам, что привело к разрыву между ними. Принц уехал из Дании и поступил на военную службу в Польше, сперва примкнув к императору Священной Римской империи Фердинанду III, а с 1655 года вступив в армию шведского короля Карла Х. Будучи на шведской службе, принц Вальдемар Кристиан принял участие в так называемой Второй Северной войне (польско-шведская война), и погиб в сражении при Люблине в возрасте 33 лет.